# Alvan Adams
Alvan Leigh Adams (Lawrence, Kansas, 19 de julio de 1954) es un exbaloncestista estadounidense que disputó trece temporadas en la NBA. Con 2,06 metros de altura, jugaba indistintamente en las posiciones de ala-pívot o pívot.

## Trayectoria deportiva

### Universidad
Jugó tres temporadas con los Sooners de la Universidad de Oklahoma, en la que promedió 23,4 puntos y 12,8 rebotes por partido. Adams es uno de los tres únicos jugadores en la historia de la Universidad de Oklahoma en anotar al menos 40 puntos y capturar 20 rebotes en un partido, junto a Wayman Tisdale (61 puntos, 22 rebotes contra Texas–San Antonio en 1983) y Blake Griffin (40 puntos, 23 rebotes ante Texas Tech el 14 de febrero de 2009).
En sus tres temporadas fue incluido en el mejor quinteto de la Big Eight Conference, y en la última además fue elegido Jugador del Año de la conferencia.

### Profesional
Fue elegido en la cuarta posición del Draft de la NBA de 1975 por Phoenix Suns, equipo en el que jugó sus trece temporadas como profesional. En su primera temporada promedió 19,0 puntos, 9,1 rebotes y 5,6 asistencias por partido, lo que le valió para ser elegido Rookie del Año de la NBA.
El 22 de febrero de 1977 logró un triple-doble con 47 puntos, 18 rebotes y 12 asistencias. es, junto a Elgin Baylor, Wilt Chamberlain, Russell Westbrook y Vince Carter, uno de los únicos cinco jugadores de la historia de la NBA en lograr al menos 46 puntos y 16 rebotes en un triple -doble.
Acabó su carrera en 1988, tras trece temporadas, y con unos promedios de 14,1 puntos, 7,0 rebotes y 4,1 asistencias por partido.
Los Phoenix Suns retiraron su dorsal número 33 el 21 de enero de 1998, pero dio permiso a Grant Hill a usarlo tras su fichaje por el equipo de Arizona.

## Estadísticas de su carrera en la NBA

### Temporada regular
| Año      | Equipo   | PJ  | PT  | MPP  | %TC  | %3P  | %TL  | RPP | APP | ROB | TPP | PPP  |
| -------- | -------- | --- | --- | ---- | ---- | ---- | ---- | --- | --- | --- | --- | ---- |
| 1975–76  | Phoenix  | 80  | –   | 33.2 | .469 | –    | .735 | 9.1 | 5.6 | 1.5 | 1.5 | 19.0 |
| 1976–77  | Phoenix  | 72  | –   | 31.6 | .474 | –    | .754 | 9.1 | 4.5 | 1.3 | 1.2 | 18.0 |
| 1977–78  | Phoenix  | 70  | –   | 27.3 | .485 | –    | .730 | 8.1 | 3.2 | 1.2 | .9  | 15.5 |
| 1978–79  | Phoenix  | 77  | –   | 30.7 | .530 | –    | .799 | 9.2 | 4.7 | 1.4 | .8  | 17.8 |
| 1979–80  | Phoenix  | 75  | –   | 28.9 | .531 | .000 | .797 | 8.1 | 4.3 | 1.4 | .7  | 14.9 |
| 1980–81  | Phoenix  | 75  | –   | 27.4 | .526 | .000 | .768 | 7.3 | 4.6 | 1.4 | .9  | 14.9 |
| 1981–82  | Phoenix  | 79  | 75  | 30.3 | .494 | .000 | .781 | 7.4 | 4.5 | 1.4 | 1.0 | 15.1 |
| 1982–83  | Phoenix  | 80  | 75  | 30.6 | .486 | .333 | .829 | 6.9 | 4.7 | 1.4 | .9  | 14.2 |
| 1983–84  | Phoenix  | 70  | 13  | 20.7 | .462 | .000 | .825 | 4.6 | 3.1 | 1.0 | .4  | 9.6  |
| 1984–85  | Phoenix  | 82  | 69  | 26.0 | .520 | .000 | .883 | 6.1 | 3.8 | 1.4 | .6  | 14.7 |
| 1985–86  | Phoenix  | 78  | 45  | 25.7 | .502 | .000 | .783 | 6.1 | 4.2 | 1.3 | .6  | 10.8 |
| 1986–87  | Phoenix  | 68  | 40  | 24.9 | .503 | .000 | .788 | 5.0 | 3.3 | .9  | .5  | 11.1 |
| 1987–88  | Phoenix  | 82  | 25  | 20.1 | .496 | .500 | .844 | 4.5 | 2.2 | 1.0 | .5  | 7.5  |
| Total    | Total    | 988 | 342 | 27.5 | .498 | .133 | .788 | 7.0 | 4.1 | 1.3 | .8  | 14.1 |
| All-Star | All-Star | 1   | 0   | 11.0 | .500 | –    | –    | 3.0 | –   | –   | –   | 4.0  |

### Playoffs
| Año   | Equipo  | PJ | PT | MPP  | %TC   | %3P | %TL   | RPP  | APP | ROB | TPP | PPP  |
| ----- | ------- | -- | -- | ---- | ----- | --- | ----- | ---- | --- | --- | --- | ---- |
| 1976  | Phoenix | 19 | –  | 35.2 | .452  | –   | .817  | 10.1 | 5.2 | 1.4 | 1.1 | 17.9 |
| 1978  | Phoenix | 2  | –  | 35.5 | .455  | –   | 1.000 | 8.0  | 2.0 | 1.0 | .5  | 16.0 |
| 1979  | Phoenix | 12 | –  | 31.0 | .475. | –   | .710  | 7.5  | 4.4 | .9  | 1.0 | 12.8 |
| 1980  | Phoenix | 8  | –  | 31.4 | .566  | –   | .895  | 9.6  | 5.8 | .9  | 1.3 | 16.1 |
| 1981  | Phoenix | 7  | –  | 31.1 | .450  | –   | .714  | 5.9  | 3.7 | .6  | .1  | 10.6 |
| 1982  | Phoenix | 7  | –  | 33.3 | .522  | –   | .786  | 7.9  | 3.7 | 2.0 | .7  | 16.9 |
| 1983  | Phoenix | 3  | –  | 28.0 | .469  | –   | .714  | 6.0  | 4.7 | .6  | 1.7 | 11.7 |
| 1984  | Phoenix | 17 | –  | 18.4 | .421  | –   | .679  | 5.1  | 2.5 | 1.0 | .6  | 18.4 |
| Total | Total   | 78 | –  | 29.3 | .473  | –   | .766  | 7.5  | 4.1 | 1.1 | .9  | 13.8 |